# Temple de la renommée des sports du pays de Galles
 (novembre 2019).
Le Panthéon des sports gallois ou Temple de la renommée des sports du pays de Galles (Welsh Sports Hall of Fame (WSHF)) est une association caritative fondée en 1980 en hommage « aux héros du sport du pays de Galles ».
Depuis 1990, les nouveaux membres du Panthéon ont été choisis annuellement par un comité de membres incluant des athlètes, des journalistes, des universitaires et des représentants de musée. L'organisation récompense aussi des individus pour leur contribution au sport gallois.

## Membres du Panthéon des sports gallois

### Années 1990
| 1990 - Billy Boston (rugby à XIII) - David Broome (sport équestre) - Lynn Davies (athlétisme) - Jim Driscoll (boxe) - Ken Jones (rugby à XV et athlétisme) - Sir Harry Llewellyn (sport équestre) - Billy Meredith (football) - Sheila Morrow (hockey sur glace) - Jack Petersen (boxe) - Kirsty Wade (athlétisme) 1991 - Jack Anthony (sport équestre) - Cliff Jones (rugby à XV) - Cliff Morgan (rugby à XV) - Dai Rees (golf) 1992 - Gerald Davies (rugby à XV) - Tanni Grey-Thompson (athlétisme) - George Latham (football) - Ray Reardon (billard) - Irene Steer (natation) - Jim Sullivan (rugby à XIII) - Eddie Thomas (boxe) - Jimmy Wilde (boxe) |  | 1993 - John Charles (football), - Paulo Radmilovic (water Polo) 1994 - Valerie Latham (natation) - Maurice Turnbull (cricket) - Freddie Welsh (boxe) - JPR Williams (rugby à XV) 1995 - James Alford (athlétisme), - Ivor Allchurch (football) - Hugh Edwards (aviron) - Fulke Walwyn (sport équestre) 1996 - Janet Ackland (boules) - Richard Meade (sport équestre) - Howard Winstone (boxe) 1997 - Tommy Farr (boxe) - Trevor Ford (football) - Chris Hallam (athlétisme) - Fred Keenor (football) - Bleddyn Williams (rugby à XV) |  | 1998 - Johnnie Clay (cricket) - John Disley (athlétisme) - Gareth Edwards (rugby à XV) - Cliff Jones (football) - Lewis Jones (rugby à XV et à XIII) - Geoff Lewis (sport équestre) - Jimmy Michael (cyclisme) - Jimmy Murphy (football) - Vicki Thomas (golf) - Freddie Williams (speedway) 1999 - Horace Blew (football) - Ann Ellis (hockey sur glace) - Carwyn James (rugby à XV) - Barry John (rugby à XV) - Colin Jones (boxe) |

### Années 2000
| 2000 - Sir Charles Evans (alpinisme) - Teresa John (athlétisme) - Jonathan Jones (Powerboating) - Gus Risman (rugby à XIII) - Dick Rees (sport équestre) - David Watkins (rugby à XV et à XIII) 2001 - Ronnie Burgess (football) - Mervyn Davies (rugby à XV) - Nancy Evans (tennis de table) - Roy Evans (tennis de table) - Ian Rush (football) - David Winters (athlétisme) - Martyn Woodroffe (natation) 2002 - Audrey Bates (squash et crosse) - Mal Evans (boules) - Steve Jones (athlétisme) - Gwyn Nicholls (rugby à XV) - Berwyn Price (athlétisme) - Dave Thomas (golf) |  | 2003 - Jonathan Davies (rugby à XV et à XIII) - Willie Davies (rugby à XIII et à XV) - John Dawes (rugby à XV) - Mark Hughes (football) - Nick Whitehead (athlétisme) 2004 - Trevor Foster (rugby à XIII) - Terry Griffiths (billard) - Bryn Jones (football) - Tony Lewis (cricket) - Ivor Powell (football) - Arthur Whitford (gymnastique) 2005 - John Gwilliam (rugby à XV) - Colin Jackson (athlétisme) - Thomas Richards (athlétisme) - Steve Robinson (boxe) - John Toshack (football) 2006 - Brian Huggett (golf) - Don Shepherd (cricket) - Alf Sherwood (football) - Allan Watkins (cricket) |  | 2007 - Arthur Gould (rugby à XV) - Helen Weston (netball) - Phil Bennett (rugby à XV) - Joe Calzaghe (boxe) 2008 - William Trew (rugby à XV) 2009 - JJ Williams (rugby à XV) - David Roberts (natation) - Clive Sullivan (rugby à XIII) |